# Tarangnan
Tarangnan é um município de  quarta classe de renda municipal (d) na província Samar, nas Filipinas. De acordo com o censo de 1 de maio  de  2020 possui uma população de 25 713 pessoas e 5 936 domicílios.